# Ересиология

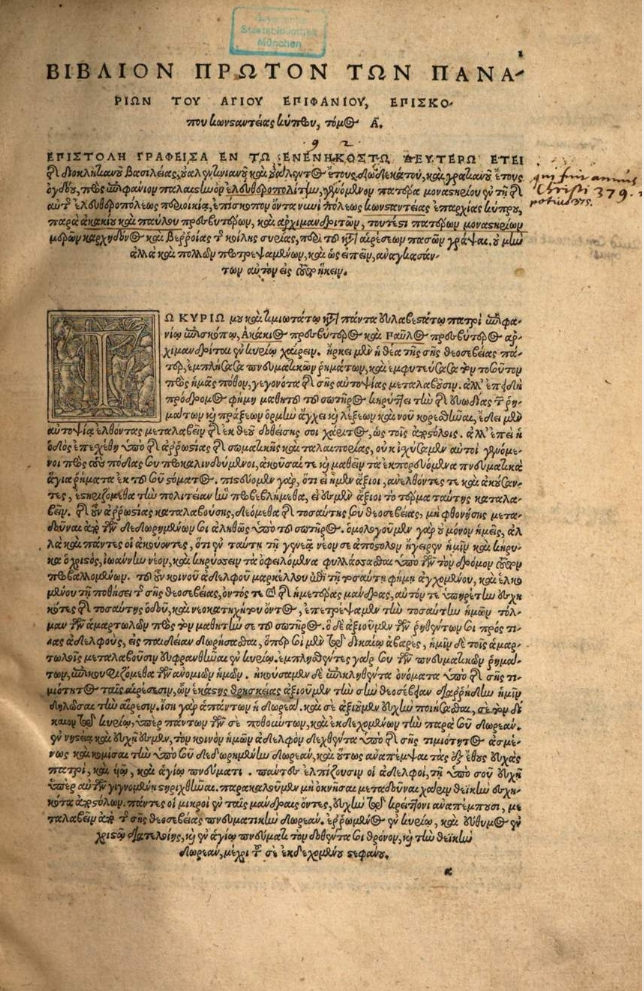
«Панарион» Епифания, издание 1544 года.

Ересиоло́гия (от др.-греч. αἵρεσις — «выбор, направление, школа, учение, секта» и λόγος — «учение, наука») — изучение истории ересей и еретических доктрин. Корпус трудов, посвящённых ересиологии, называется ересиографией (от αἵρεσις и γρᾰφή — «записывание, изложение»).

## Еврейская ересиология
Первой еврейской ересиологией вероятнее всего является «Биркат ха-миним» («Славословие [против] еретиков»), которая была составлена во времена правления Гамлиэля II, ок. 90 года н. э. Дата составления этой бенедикции и упоминание в ней христиан является предметом ожесточённых споров. В отличие от христианской и мусульманской ересиологии, еврейская ересиология не является развитой отраслью литературы. Из средневековой еврейской литературы наиболее близким к жанру ересиографии является труд «Книга светил и наблюдательных пунктов» караимского философа Якуба Киркисани, который вполне мог быть вдохновлён мусульманскими ересиографами, а не какими-либо предшествующими сочинениями из еврейской традиции.

## Христианская ересиология
Первые христианские труды, посвящённые описанию и изучению ересей появились во II—III веках н. э. Видимо, отцом ересиологии был Иустин Философ (ок. 100—165), который придал прежде нейтральному слову «ересь» новое (христианское) уничижительное значение. Епифаний Кипрский (ум. 403) написал монументальное сочинение «Панарион», к которому продолжали обращаться на протяжении долгого времени. В последующие века расцвёл жанр книг о ересях (De haeresibus), золотой век ересиологии пришёлся на IV—V века н. э. На эту тему писали Аврелий Августин, Феодорит Кирский, Тимофей Константинопольский, патриарх Константинопольский Герман, Иоанн Дамаскин. Иоанн Дамаскин переработал «Анакефалайосис» Епифания, добавив туда современных ему измаильтян, то есть мусульман.
«Панарион» привёл к зарождению ересиологического дискурса, который соединил в себе техники именования, дифференциации, классификации, описания и иерархизации ересей. Августин писал о 88 ересях, Филастрий — о 156 ересях, Епифаний — о 80 ересях, Феодорит — о 61 ереси, Ириней Лионский — о 90 ересях, Ипполит Римский — о 36 ересях. Подсчёт ересей в ересиологических трудах является чрезвычайно трудной задачей, поскольку часто у групп и их лидеров есть несколько названий. Также читателю не всегда ясно, описывает ли автор различия внутри одной группы или различия между двумя схожими, но отдельными группами.
К IV веку утвердились канонические списки ересей. Начиная с XI века придворные богословы и мыслители начали обновлять и пополнять список ересей. С тех же пор ересиологические труды ушли от стиля «Анакефалайосиса» Епифания к стилю «Паноплии» Евфимия Зигабена (ум. ок. 1118). Для последнего было характерно использование полезных отрывков из сочинений Отцов Церкви для полемики и опровержения отдельных ересей.

## Исламская ересиология
Как и в христианстве, в исламской литературе существует жанр ересиологии. В отличие от христианского аналога, мусульманская ересиология является более разнообразной и менее полемической. Первые труды этого жанра были составлены не Мухаммедом или его сподвижниками, а представителями мутазилитского течения, которое позднее стало считаться еретическим. Как и в случае с христианством, рассвет исламской ересиологии случился спустя IV—VI веков после основания религии. Позднее новые секты стали появляться с меньшей частотой, что ожидаемо привело к упадку этого жанра. Ибн Хальдун (ум. 1406) даже писал, что еретики и нововведенцы были уничтожены и ересей в его время не осталось.